# Седойлуд
Седойлуд — опустевшая деревня в Игринском районе Удмуртской республики.

## География
Находится в центральной части Удмуртии на расстоянии приблизительно 17 км на восток по прямой от районного центра поселка Игра.

## История
Известна была с 1873 года как деревня Кенминская (Турел, Квардаварь, Седуйлуд) с 44 дворами. В 1905 году (починок Седойлудский) 16 дворов, в 1920 (Седой Луд) — 15 (6 русских и 9 удмуртских), в 1924 — 14. Деревня с 1932 года. С 1939 года окончательно устанавливается современное название. До 2021 года входила в состав Зуринского сельского поселения.

## Население
Постоянное население составляло 385 человек (1873), 127 (1905), 98 (1924), 4 человека в 2002 году (удмурты 75 %), 0 в 2012.